# Nathan Lewis
Nathan Lewis est un footballeur international trinidadien né le 20 juillet 1990 à Maloney Gardens. Il évolue au poste de milieu de terrain avec le Lansing Ignite en USL League One.

## Biographie

### En club
En février 2018, Lewis et Carlyle Mitchell signent avec l'Eleven d'Indy  en USL.

## Palmarès
- Vainqueur du CFU Club Championship en 2012 et 2017
- Vainqueur du Digicel Pro Bowl en 2015